# Honigwespen
Die Honigwespen (Masarinae) bilden eine Unterfamilie der Faltenwespen (Vespidae) in der Ordnung der Hautflügler. Als Ausnahme innerhalb der Wespen versorgen sie ihren Nachwuchs nicht mit erbeuteten Insekten, sondern mit aus Blüten gesammelten Pollen und Nektar. Celonites, die einzige Gattung, die auch Mitteleuropa erreicht, ist durch die aposematische schwarz-gelbe Warnfärbung der Wespen in Verbindung mit gekeulten Fühlern hier fast unverkennbar.

## Merkmale
Honigwespen sind kleine bis mittelgroße solitäre Wespen mit einem sitzenden freien Hinterleib (Gaster), d. h. ein Stielchen (Petiolus) ist nicht ausgebildet (Unterschied zu vielen solitären Faltenwespen der Eumeninae). Eine Längsfaltung der Flügel (namensgebend für die Faltenwespen) ist bei den meisten Gattungen nicht ausgeprägt, sie tritt nur auf bei der Gattung Celonites (mit den einzigen mitteleuropäischen Vertretern) und der Pollenwespen (Quartinia). Die Unterfamilie ist von anderen Faltenwespen an der Kombination folgender Merkmale unterscheidbar: Die Marginalzelle M im Vorderflügel (die Zelle vor dem Flügelmal) ist zur Flügelspitze hin etwas vom Flügelrand abgerückt, dadurch ist die Radialader mindestens in gleicher Länge wie das Flügelmal vom Rand entfernt; das Mesoscutum des Rumpfabschnitts besitzt vor den Tegulae keinen Längskiel; der Femur der Mittelbeine hat niemals einen Basalring. Bei den meisten Arten ist außerdem charakteristisch, dass die äußeren (distalen) Glieder der Geißelantenne, meist die Glieder 8 bis 12 bzw. 13 (bei Männchen), eine Fühlerkeule ausbilden. Außerdem sind im Vorderflügel nur zwei Cubitalzellen ausgeprägt (nicht drei wie bei den meisten anderen Vespidae).
Bei den meisten Honigwespen (der Tribus Masarini) sind, in Anpassung an die Ernährungsweise als Blütenbesucher, die Mundwerkzeuge durch Bildung eines Saugrüssels modifiziert; eine solche Saugrüsselbildung ist innerhalb der Faltenwespen einzigartig und konvergent zum Saugrüssel der Bienen evolviert. Anders als bei diesen sind an der Bildung des Rüssels einzig die Glossae des Labiums beteiligt. Der Saugrüssel ist bei manchen Arten, etwa der Pollenwespen, so lang, dass er im gestreckten Zustand die Körperlänge übersteigt, im Ruhezustand ist er schlingenförmig zusammengelegt in das Labium zurückgezogen. Es gibt aber auch etliche Arten mit kurzem oder ganz ohne Saugrüssel. Die Mandibeln sind nicht an der Nahrungsaufnahme beteiligt, sie werden etwa zum Graben und zum Nestbau eingesetzt. Zum Pollensammeln zur Verproviantierung der Larven dienen spezielle Borstenreihen an der Stipes der Maxillen mit deren Laden (Lacinia und Galea).

## Lebensweise
Honigwespen sind solitär nistende Wespen mit Ausnahme von Trimeria howardi, die eine kommunale Lebensweise besitzt, bei der mehrere Weibchen ein gemeinsames Nest anlegen, aber jede nur ihren eigenen Nachwuchs versorgt.
Weibchen bauen ein Nest, indem sie entweder in tonigem oder lehmigen (nur ausnahmsweise in sandigen) Böden einen Erdbau graben. Dazu feuchten sie den Boden mit Wasser an und formen mit den Mandibeln eine kleine Erdkugel, die sie anschließend forttragen oder in eine turmartige Röhre um den Nesteingang herum aufschichten. Einige Pollenwespen nutzen leere Schneckenhäuser zur Nestanlage. Andere nutzen Seide zum Nestbau im lockeren Sand, um die Sandkörner zusammen zu halten. Viele Arten bauen stattdessen aus Lehm gemauerte, röhrenförmige Brutnester, die an Pflanzen oder an Steine angeheftet werden. Dazu trägt die Wespe Lehmkügelchen, die mit Speichel und Wasser angefeuchtet sind, zum entstehenden Nest, die sie anschließend zu halbmondförmigen Wandpartien verarbeitet. Zu den solche Lehmnester bauenden Arten gehören die auch in Mitteleuropa vorkommenden Celonites und die nordamerikanische Pseudomasaris. Honigwespen legen, wie andere Wespen, aber anders als Bienen, in eine fertige Brutzelle zunächst ein Ei und verproviantieren die Zelle erst anschließend. Nach der kurzen Eiphase werden fünf Larvenstadien durchlaufen, typischerweise in kurzer Zeit (nur einer bis zwei Wochen). Anschließend verpuppt sich die Larve in einem selbst gesponnenem Kokon. Die neu entstehende Wespe (Imago) überwintert meist innerhalb des Kokons und schlüpft erst im folgenden Frühjahr.
Als Besonderheit innerhalb der Wespen verproviantieren Honigwespen ihr Nest, als Nahrung für die Larve, mit einer Mischung aus Pollen und Nektar aus Blüten. Viele Arten sind dabei spezialisiert auf nur eine oder wenige verwandte Pflanzengattungen (oligolektisch). Anders als bei den meisten Bienen wird die Nahrung intern, im Kropf, transportiert. Die besonders artenreiche südafrikanische Fauna ist fast zur Hälfte spezialisiert auf eine einzige Familie, die Mittagsblumengewächse. Die einzige nordamerikanische Gattung Pseudomasaris ist spezialisiert auf Wasserblattgewächse und die Gattung Bartfaden (Penstemon) der Wegerichgewächse. Die mitteleuropäische Honigwespe sammelt nur an Lippenblütlern mit verkürzter Oberlippe.

## Verbreitung und Lebensraum
Honigwespen bevorzugen trockene, semiaride Lebensräume. Artenreich sind sie besonders in Regionen mit Mittelmeerklima. Die Honigwespen werden in Regionen mit kühleren Klimaten rasch seltener. Nur eine Art, Celonites abbreviatus, erreicht auch Mitteleuropa und ist auch hier selten und auf trockenwarme (xerotherme) Lebensräume beschränkt. Bei weitem die meisten Arten leben in nur zwei Regionen, der Mittelmeerregion in Europa und Nordafrika (mehr als 60 Arten, davon 45 in der Gattung Celonites) und dem Fynbos und der Karoo im Südwesten von Südafrika (etwa 145 Arten). In Nordamerika sind sie auf den Westen, vor allem Kalifornien, beschränkt (14 Arten). Etwa 23 Arten leben in Südamerika und knapp 30 Arten in Australien. In Asien fehlen die Honigwespen fast ganz, wenige Arten kommen in Westasien, im Anschluss an die mediterranen Vorkommen, vor. In Mitteleuropa lebt nur eine Art (möglicherweise ist eine zweite ausgestorben).

## Phylogenie und Systematik
Die Familie umfasst nach heutiger Kenntnis etwa 300 Arten in 14 Gattungen. Die Honigwespen wurden der Auffassung des britischen Forschers Owain W. Richards 1962 folgend früher meist als eigenständige Familie Masaridae mit drei Unterfamilien Masarinae, Gayellinae und Euparagiinae gefasst. Eine Revision durch den amerikanischen Entomologen James Michael Carpenter 1982 fasste dann die früheren Familien Vespidae, Masaridae und Eumenidae in einer Familie Vespidae zusammen, von denen die Masarinae (wie die Euparagiinae) eine Unterfamilie sind. Diese Auffassung hat sich rasch durchgesetzt.
Innerhalb der Familie werden zwei Triben unterschieden:
- Masarini Latreille, 1802
- Gayellini Bradley, 1922[21] endemisch in der Neotropis, nördlich bis Mexiko. Mit zwei Gattungen, Gayella (in Patagonien) und Paramasaris (im tropischen Südamerika).

Nach genetischen Daten sind die Masarinae möglicherweise die Schwestergruppe der Unterfamilien Eumeninae, Vespinae und Polistinae zusammengenommen. Dies unterscheidet sich gegenüber früheren Modellen vor allem in der Stellung der Stenogastrinae, die demnach nicht in diese Klade gehören würden.